# Bananengewächse
Die Bananengewächse (Musaceae) sind eine Familie in der Ordnung der Ingwerartigen (Zingiberales) innerhalb der Einkeimblättrigen Pflanzen. 
Diese kleine Familie umfasst nur die drei Gattungen Musa (Bananen), Ensete und die monotypische Gattung Musella mit insgesamt etwa 35 bis 42 Arten. Die ursprüngliche Heimat ist die Alte Welt. Doch heute findet man Bananen-Sorten in den frostfreien Gebieten der ganzen Welt. Es gibt eine Reihe von Arten und Hybriden, deren Sorten genutzt werden. Bekannt ist besonders die Banane als tropische Frucht. In tropischen Ländern spielen die Bananenfrüchte eine wichtige Rolle auch als Gemüse beziehungsweise Stärkebeilage. Außerdem dienen Musa- und Ensete-Arten der Faserproduktion und viele weitere Nutzungen sind bekannt. Von Ensete ventricosum werden vegetative Pflanzenteile gegart gegessen. Einige Arten und ihre Sorten aller drei Gattungen werden als Zierpflanzen verwendet.

## Beschreibung und Ökologie

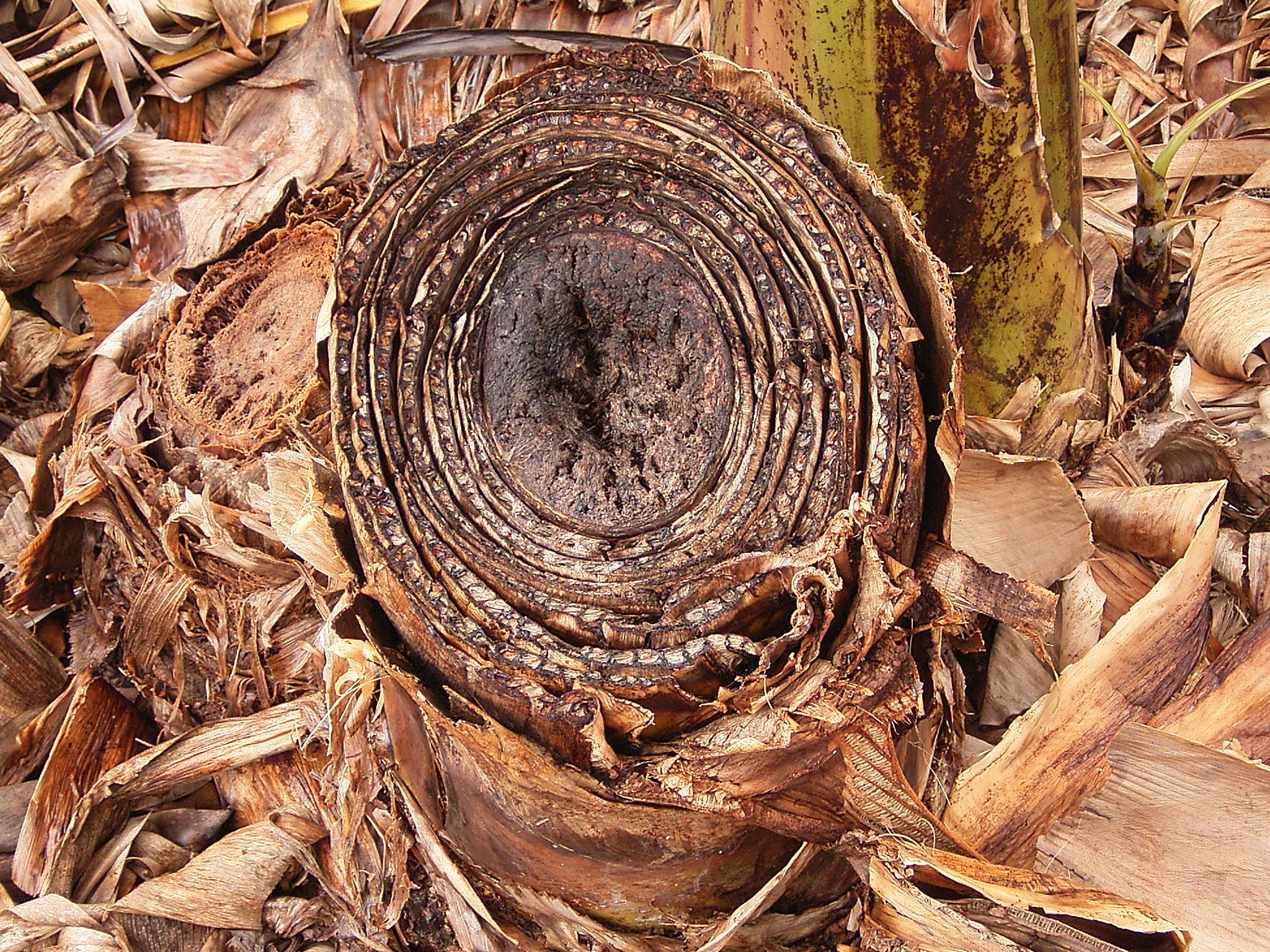
Scheinstamm einer Sorte der Kultur-Banane

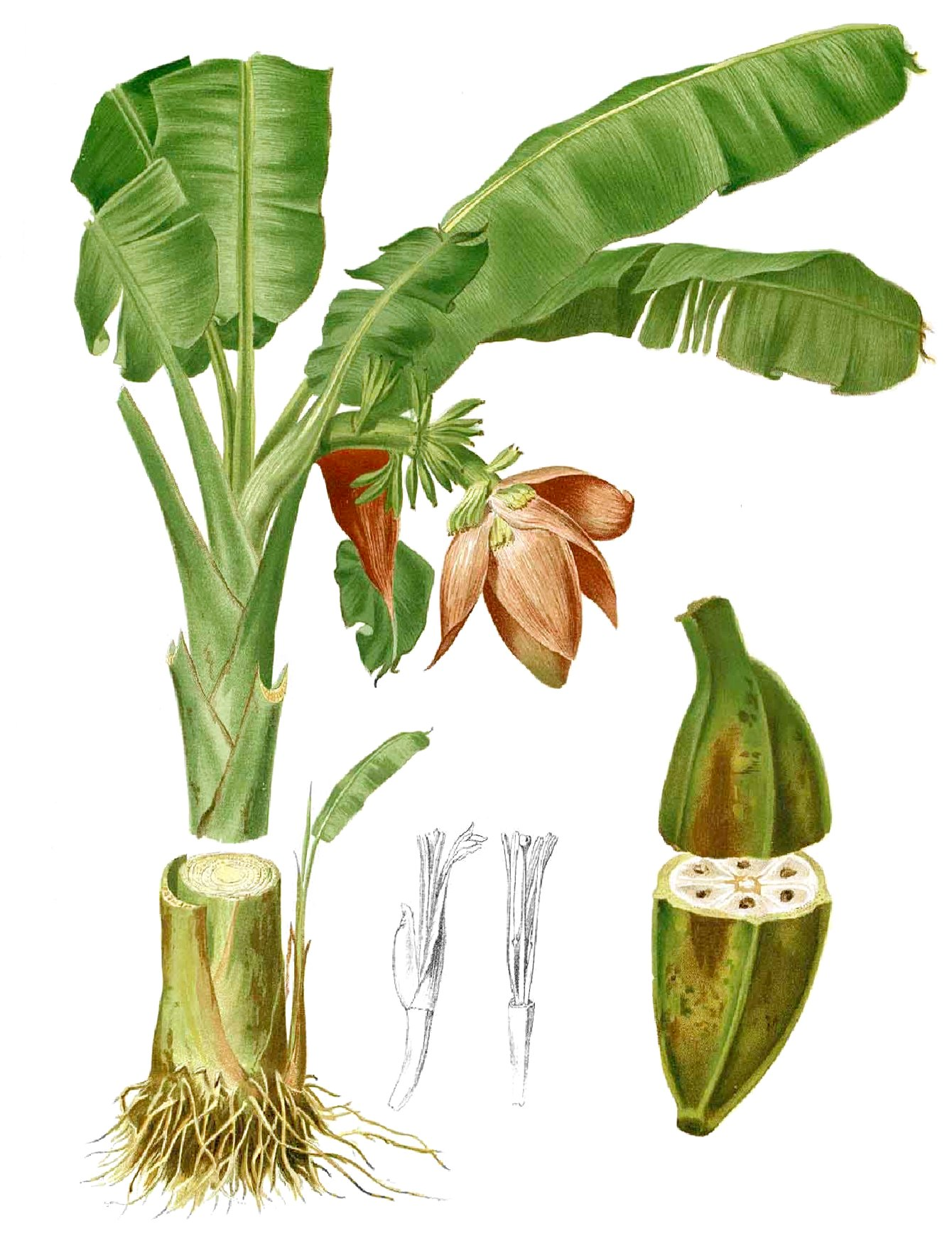
Illustration von Musa troglodytarum

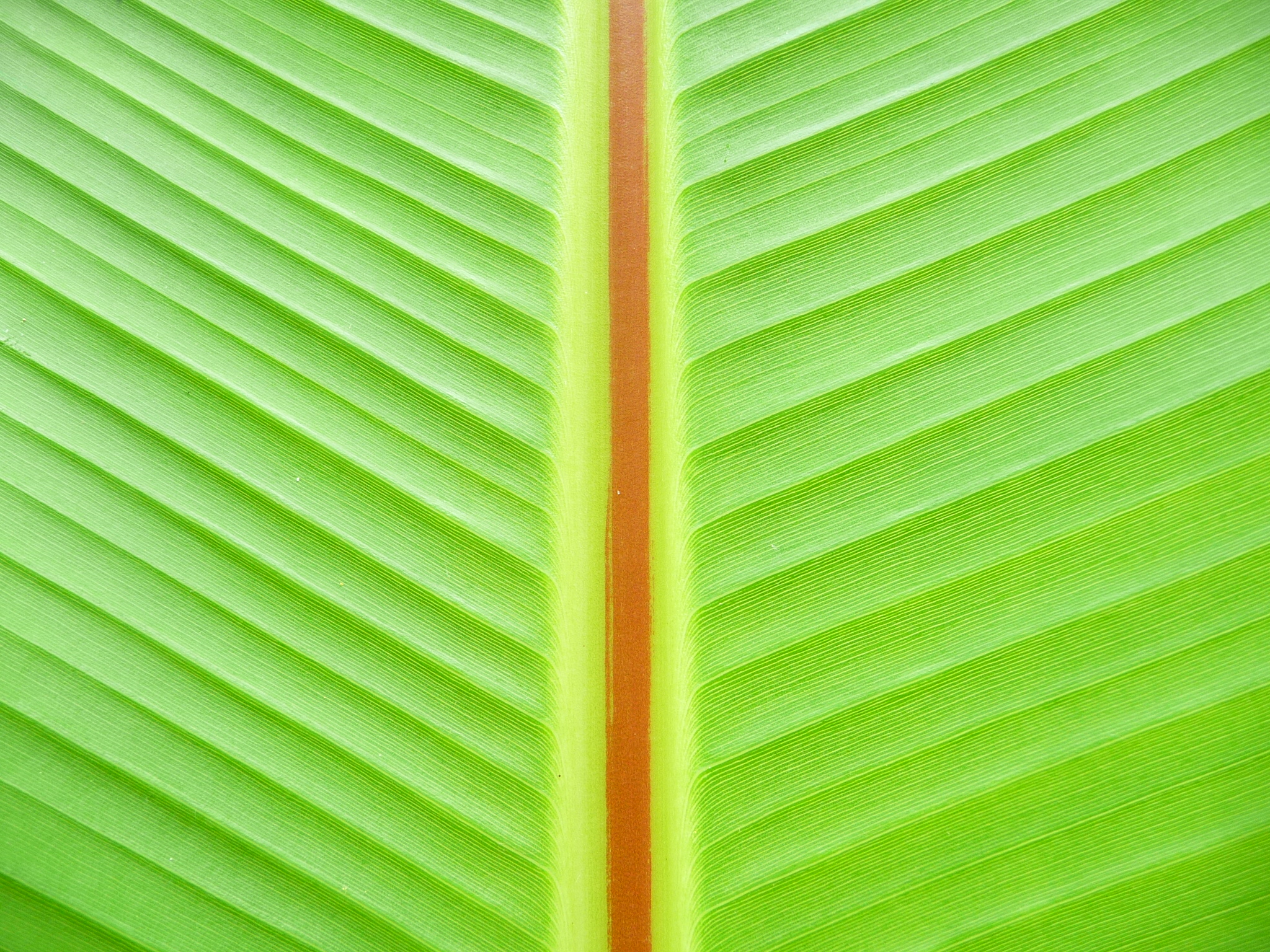
Mittelrippe und Seitennerven des Blattes einer Bananenpflanze

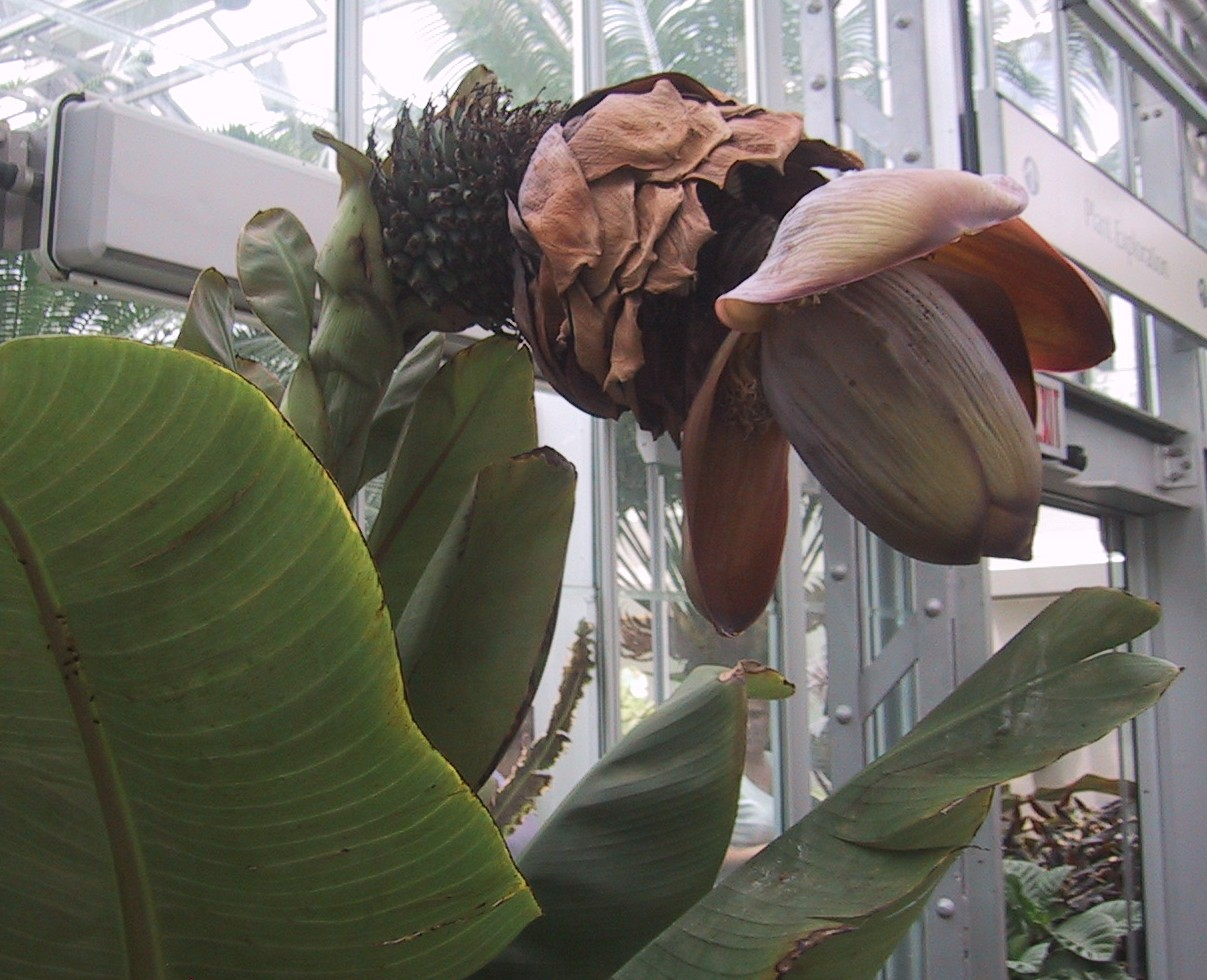
Blütenstand und Laubblätter von Ensete superbum

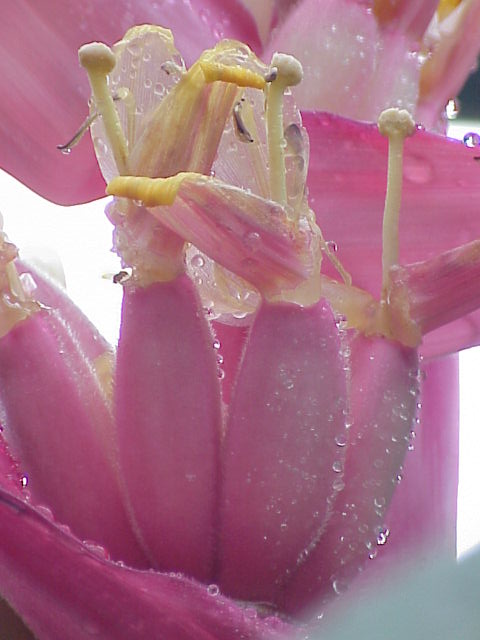
Weibliche Blüten von Musa velutina

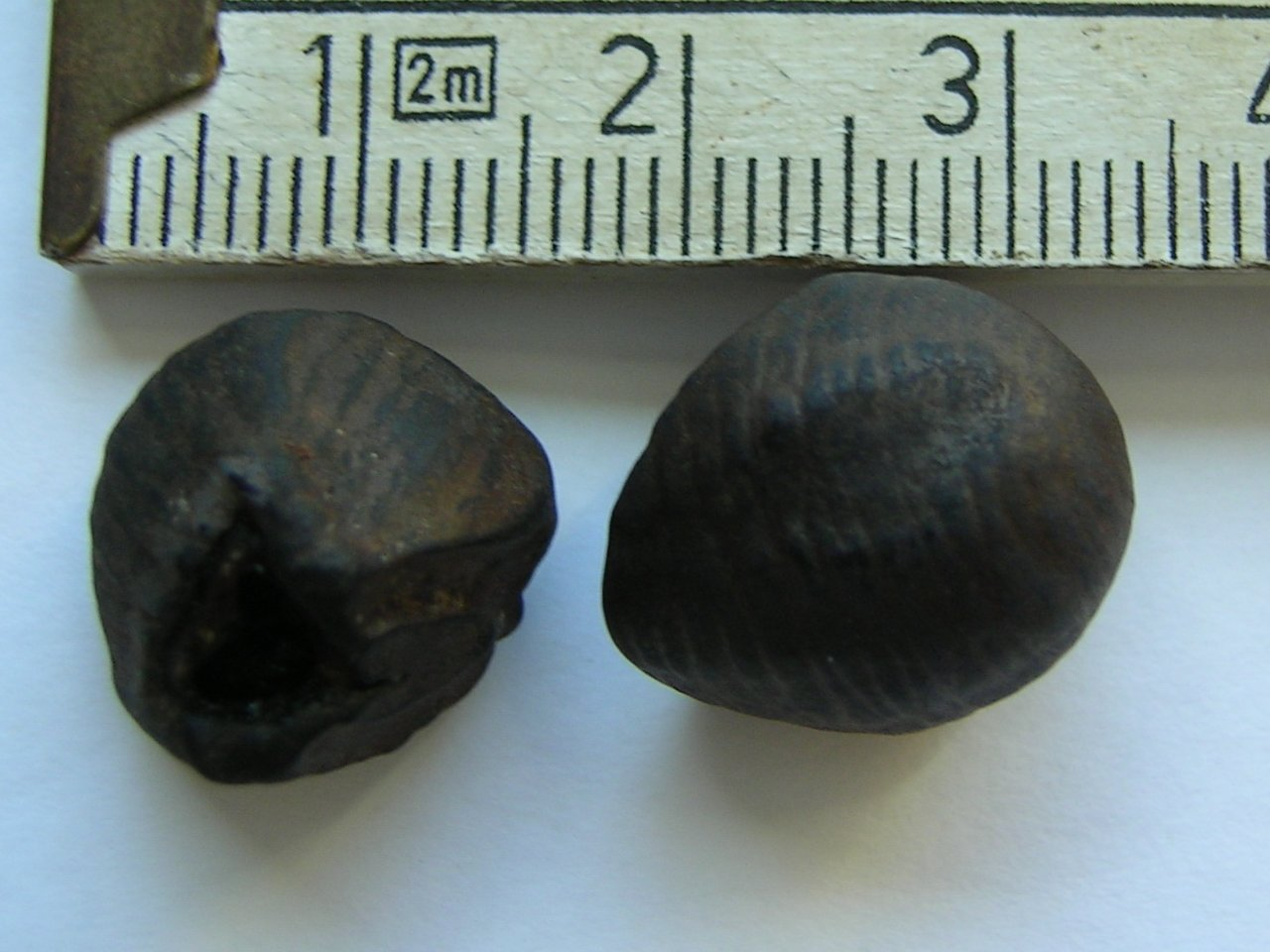
Samen von Musa spec.

### Erscheinungsbild und Laubblätter
Es sind sehr große, meist ausdauernde krautige Pflanzen; manche Arten sind Monokarp, also mehrjährige hapaxanthe Pflanzen. Eine Sprossachse ist nur unterirdisch vorhanden. Sie bilden sympodiale Knollen oder Rhizome. Sie enthalten in allen oberirdischen Pflanzenteilen Milchsaft. Alle Pflanzenteile sind unbehaart. Mindestens die Blattbasis ist sukkulent, also fleischig. Es ist kein sekundäres Dickenwachstum vorhanden (die oft dicken Scheinstämme entstehen also anders als bei Bäumen). Die Basis der Laubblätter bilden den Scheinstamm.
Die wechselständig und schraubig angeordneten Laubblätter sind bei Musa in eine röhrige Blattscheide, einen kurzen Blattstiel und Blattspreite gegliedert, bei Ensete fehlt ein Blattstiel. Sie sind fiedernervig und die Seitennerven zweigen vom Mittelnerv mehr oder weniger rechtwinkelig ab; damit weichen sie stark von der sonst bei Einkeimblättrigen üblichen Parallelnervigkeit ab. Der Blattrand ist glatt. Die einfache Blattspreite reißt oft entlang der Seitennerven auf und so wirken die Blätter oft wie fiederteilig. Die Stomata sind tetracytisch, besitzen also vier Nebenzellen.

### Blütenstände und Blüten
Die meist end-, selten seitenständigen, hängenden oder aufrechten, verzweigten Gesamtblütenstände sind meist aus mehreren monachsialen zymösen Teilblütenständen zusammengesetzt. Die zymösen Teilblütenstände enthalten jeweils viele Blüten, daraus entwickeln sich dann die sogenannten Bananenhände, also die Gruppen von Früchten, wie wir sie auch als Endverbraucher oft vorfinden. Es sind spiralig angeordnete, oft auffällige, spathaförmige Hochblätter (Brakteen) aber keine Vorblätter vorhanden.
Die zygomorphen Blüten sind dreizählig und sind selten zwittrig oder meist eingeschlechtig; die Pflanzen sind einhäusig. Von den Blütenhüllblätter sind fünf (zwei und drei) untereinander verwachsen und eines ist frei, dadurch ist die Blütenhülle mehr oder weniger zweilippig. Die fünf oder sechs Staubblätter sind untereinander frei und sind auch nicht mit den Blütenhüllblättern verwachsen. Manchmal ist ein Staminodium vorhanden. Die zweizelligen Pollenkörner besitzen keine Apertur. Drei Fruchtblätter sind zu einem unterständigen, dreikammerigen Fruchtknoten verwachsen. Jeder der drei Fruchtknotenkammern enthält 10 bis 100 Samenanlagen. Es ist ein einfacher Griffel vorhanden. Es sind Septalnektarien vorhanden, die bei einigen Arten für eine reichliche Sekretion von Nektar (besonders bei den von Vögeln bestäubten Arten) führen. Die Bestäubung erfolgt immer durch Tiere: Insekten (Entomophilie), Vögel (Ornithophilie, Nektarvögel (Nectariniidae) in Südostasien, Kolibris (Trochilidae) in der Neotropis), Fledertiere (Chiropterophilie) oder Spitzhörnchen (Scandentia).

### Früchte, Samen und Vermehrung
Die Früchte sind ledrige, fleischige Beeren, die länglich oder zylindrisch bis bananenförmig sind und sich bei Reife meist gelb bis rot färben. Wenn eine Befruchtung erfolgte, enthalten sie 20 bis 100 Samen. Die Samen weisen einen Durchmesser von 5 bis 15 mm auf, enthalten Stärke und besitzen eine dicke, harte Schale (Testa). Die süßliche Fruchtpülpe entsteht aus plazentalen Trichomen.
Von einigen Arten, vor allem aber von den Hybriden werden die Früchte als ein wichtiges Nahrungsmittel genutzt. Die meisten Hybriden, also die meisten Kulturformen, sind steril, sie bilden also keine Samen. Die Vermehrung erfolgt meist vegetativ.

### Chromosomensätze und Inhaltsstoffe
Die Chromosomengrundzahlen betragen x = 9 bis 11, 16, 17. An Inhaltsstoffen sind immer Proanthocyanidine vorhanden: Cyanidin und Delphinidin. Sie enthalten Raphidien (Calciumoxalat-Kristalle).

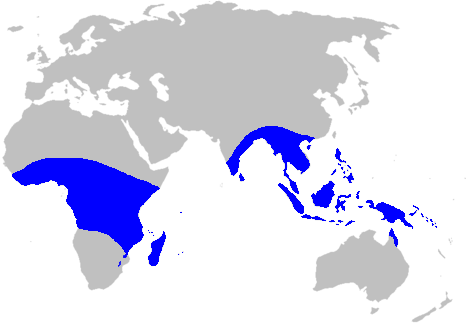
Natürliches Verbreitungsgebiet der Bananengewächse

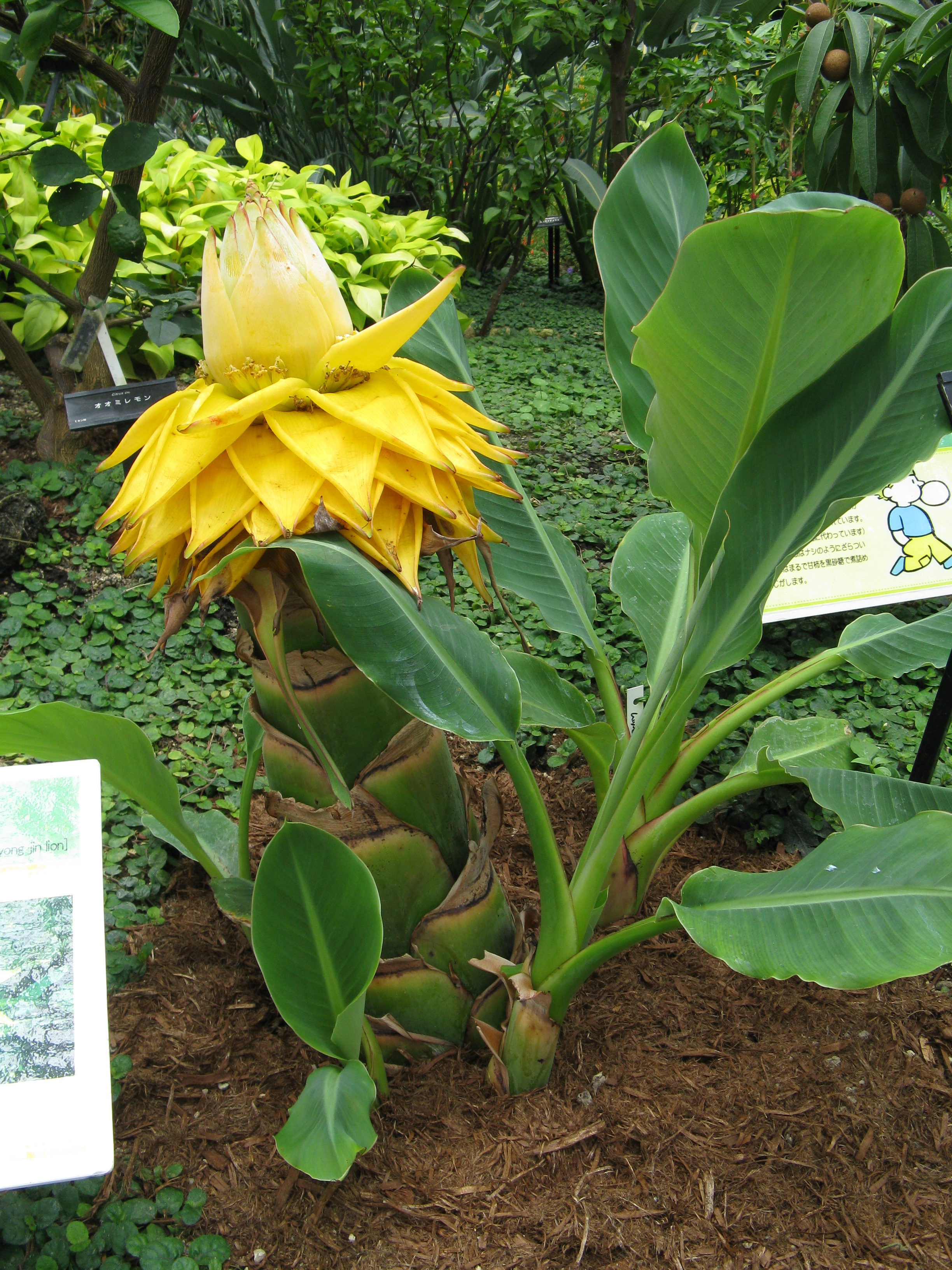
Habitus und Blütenstand von Musella lasiocarpa

## Systematik und Verbreitung
Typusgattung ist Musa L. Der botanische Gattungsname Musa ehrt Antonius Musa, den Leibarzt des römischen Kaisers Augustus→ Musa Cliffortiana. Seit die Familie der Musaceae 1789 von Antoine Laurent de Jussieu in Genera Plantarum, S. 61 aufgestellt wurde, blieb sie auch weitgehend anerkannt. Nur wurden früher einige Gattungen mehr hinzugeordnet, die heute in den Familien der Heliconiaceae, Strelitziaceae und Lowiaceae eingeordnet sind. Diese vier Familien sind innerhalb der Ordnung der Zingiberales auch untereinander näher verwandt als mit den restlichen Familien.
Lange wurde eine wissenschaftliche Debatte um eine dritte Gattung Musella geführt. Die von Adrien René Franchet 1889 als Musa lasiocarpa erstbeschriebene Art – heute Synonym von Musella lasiocarpa – wurde abwechselnd in eine der beiden bisherigen Gattungen gestellt, passt weder in die Gattung Musa noch Ensete. Die bisherige Untergattung Musella innerhalb der Gattung Musa stellt eine eigene Gattung dar, dies konnte durch molekulargenetische Untersuchungen von John Kress bestätigt werden.
Die Pflanzenarten der Musaceae sind tropisch oder subtropisch und kommen ursprünglich von Westafrika über Indien bis zum Pazifischen Ozean vor. Ihr Hauptverbreitungsgebiet ist Südostasien. Sie gedeihen meist im tropischen Tiefland. In China kommen alle drei Gattungen mit 14 Arten vor.
In den heute drei Gattungen gibt insgesamt etwa 35 bis 91 Arten:
- Musa L. (Syn.: Karkandela Raf.):[5] Sie enthielt vier Sektionen, aktuell nur noch zwei, mit früher 30[6] seit 2011 bis zu 65 Arten, bis 2018 83 Arten. Sie sind vom tropischen bis subtropischen Asien sowie auf westlichen pazifischen Inseln verbreitet. Eine Art kommt in Tansania vor.[5]
- Ensete Horan.: Die sechs bis zehn Arten sind vom tropischen bis südlichen Afrika und vom tropischen bis subtropischen Asien verbreitet.[5]
- Musella (Franchet) C.Y.Wu ex H.W.Li: Sie enthält nur eine Art:[5]
  - Musella lasiocarpa (Franchet) C.Y.Wu ex H.W.Li (Syn.: Musella splendida R.V.Valmayor & L.D.Danh): Sie wächst wild im südlichen Guizhou, zentralen und westlichen Yunnan in Höhenlagen zwischen 1500 und 2500 Meter, in Myanmar und nördlichen Vietnam. Sie wird auch in Gärten angepflanzt.[3]